# Lucy Fabery
Luz Ercilia Fabery Zenón (25 de enero de 1931 - 13 de mayo de 2015), conocida como Lucy Fabery, fue una cantante puertorriqueña especializada en el estilo de bolero conocido como filin. Grabó cuatro álbumes y numerosos sencillos en una carrera que abarcó más de 50 años. También tuvo carrera como actriz.

## Vida y carrera
Lucy Fabery nació en Humacao, Puerto Rico en 1931, hija de Don Rafael Fabery y Petra Zenón. En 1952, Fabery comenzó a cantar en el cabaret El Morocco en la ciudad de Nueva York.
Debido a su físico, Fabery era conocida como "La Muñeca de Chocolate". El hecho de que actuara únicamente en español la convirtió en una pieza rara y única en los clubes de jazz estadounidenses. Además, ella era famosa por tener una "voz ronca" y por su uso de la sensualidad en el escenario. Conoció a Miguelito Valdés y viajó con él a Nueva York y La Habana. A lo largo de la década de 1950, Fabery realizó una gira por México, Cuba, Venezuela, Colombia y Debido a su físico, Fabery era conocida como "La Muñeca de Chocolate". El hecho de que actuara únicamente en español la convirtió en una pieza rara y única en los clubes de jazz estadounidenses. Además, ella era famosa por tener una "voz ronca" y por su uso de la sensualidad en el escenario. Conoció a Miguelito Valdés y viajó con él a Nueva York y La Habana. A lo largo de la década de 1950, Fabery realizó una gira por México, Cuba, Venezuela, Colombia y Ecuador. A mediados de la década de 1950, Fabery grabó un álbum con el teclista y director de orquesta cubano Julio Gutiérrez en La Habana. Fue lanzado por Panart como un LP de 10", Tentación. En 1956, grabó cuatro sencillos para RCA Victor. Más tarde grabó con la orquesta de Aníbal Herrero para Ansonia Records a principios de la década de 1960. Seeco Records la firmó en 1962. En abril de 1962, grabó su único álbum para el sello, Noche de locura, que contenía doce boleros de compositores como Puchi Balseiro y René Touzet. Más tarde trabajó como actriz en la telenovela boricua La Isla y en 1987 grabó un álbum homónimo con músicos de jazz latino como Jerry González, Andy González y Eddie Gómez. En 2006, lanzó su último álbum, Divinamente, Lucy Fabery, con Humberto Ramírez.
El 13 de mayo de 2015, fallece a los 84 años, de causas naturales en el Hospital Auxilio Mutuo en Hato Rey, Puerto Rico.